# Phrynus tessellatus
Espèce
Synonymes
- Tarantula tessellata Pocock, 1894
- Tarantula spinimana Pocock, 1894

Phrynus tessellatus est une espèce d'amblypyges de la famille des Phrynidae.

## Distribution
Cette espèce se rencontre à la Grenade, à Saint-Vincent et à Sainte-Lucie,.

## Description
L'holotype mesure 28 mm.
Le mâle décrit par Quintero en 1981 mesure 34 mm.

## Publication originale
- Pocock, 1894 : Contributions to our Knowledge of the Arthropod Fauna of the West Indies. Part II. Chilopoda. Journal of the Linnean Society of London, Zoology, vol. 24, p. 454–544 (texte intégral).